# Giacomo Cervetto

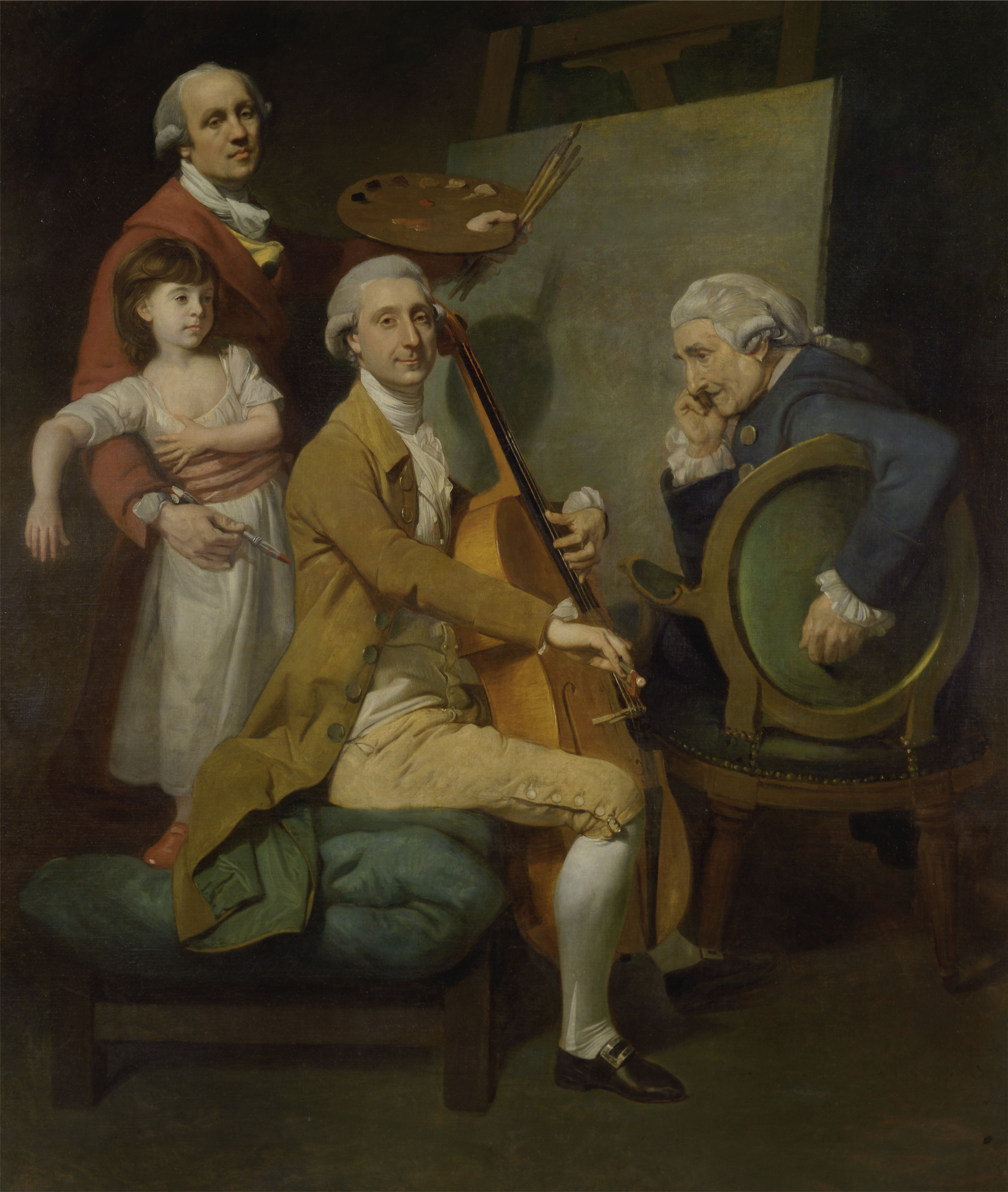
Giacomo Cervetto (rechts) mit seinem Sohn James Cervetto am Cello sowie Johann Zoffany, der das Gemälde malte, und dessen Tochter (um 1780)

Giacobo Basevi detto Cervetto, englisch später auch Cervetto the Elder genannt (* um 1682 in Italien; † 14. Januar 1783 in London) war ein italienischer Cellist und Komponist.

## Leben
Giacomo oder auch Giacobo Bassevi Cervetto, stammte aus einer in Verona ansässigen jüdischen Familie. Nach seiner Ausbildung wirkte er zunächst in Italien, ging 1728 oder auch 10 Jahre später als Musiker, wie als Händler für italienische Musikinstrumente nach England, wo er spätestens ab 1748 Mitglied des Drury Lane Theatre wurde, nach Aussage von Fétis hat er dieses Orchester einige Jahre geleitet, was inzwischen widerlegt ist. Später hatte er eine feste Anstellung im Opernorchester Händels.
Er schuf im Wesentlichen Werke für ein bis drei Celli und Generalbass. Durch zahlreiche Konzerte machte er sein Instrument in England, wo lange die Gambe eine dominierende Rolle hatte, bekannt. Der Cellist Nochez war einer seiner Schüler, ebenso sein Sohn James Cervetto (* 8. Januar 1748; † 5. Februar 1837), dem er bei seinem Tod im Alter von 101 Jahren ein Vermögen von mehr als 20.000 Pfund hinterließ, er war ebenfalls Komponist und Cellist.
Der Maler Johann Zoffany fertigte ein Ölporträt Cervettos an sowie ein Selbstporträt mit seiner Tochter, Cervetto und dessen Sohn.

## Werke (Auswahl)
- Six sonatas or trios Op.1 (1741)
- Twelfe Solos for Cello and B.c. (1750)
- Eight Solos for a German Flute ans B.c. Op.3 (1757)
- VI Trios für 2 Violinen und Violoncello/Cembalo (1758)
- Six Lessons or Divertiments for two Violoncellos Op.4 (1761)